# Felleries
Felleries ist eine französische Gemeinde mit 1.459 Einwohnern (Stand: 1. Januar 2022) im Département Nord in der Region Hauts-de-France. Sie gehört zum Arrondissement Avesnes-sur-Helpe und zum Kanton Fourmies. Die Einwohner werden Fleurisiens genannt.

## Geographie
Die Gemeinde Felleries liegt im Regionalen Naturpark Avesnois in einem Seitental der oberen Helpe Majeure, etwa 15 Kilometer südlich von Maubeuge und acht Kilometer westlich der Grenze zu Belgien. Umgeben wird Felleries von den Nachbargemeinden Sars-Poteries im Norden, Solre-le-Château im Norden und Nordosten, Clairfayts im Nordosten, Sivry-Rance (Belgien) im Osten, Eppe-Sauvage im Südosten, Willies im Süden und Südosten, Liessies und Ramousies im Süden, Sémeries im Süden und Südwesten, Flaumont-Waudrechies im Westen und Südwesten sowie Beugnies im Westen und Nordwesten.

## Bevölkerungsentwicklung
| Jahr                       | 1962 | 1968 | 1975 | 1982 | 1990 | 1999 | 2006 | 2012 | 2020 |
| Einwohner                  | 1656 | 1651 | 1880 | 1882 | 1621 | 1387 | 1483 | 1554 | 1458 |
| Quellen: Cassini und INSEE |      |      |      |      |      |      |      |      |      |

## Sehenswürdigkeiten
- Kirche Saint-Lambert
- Wassermühle Les Bois-Jolis mit Museum

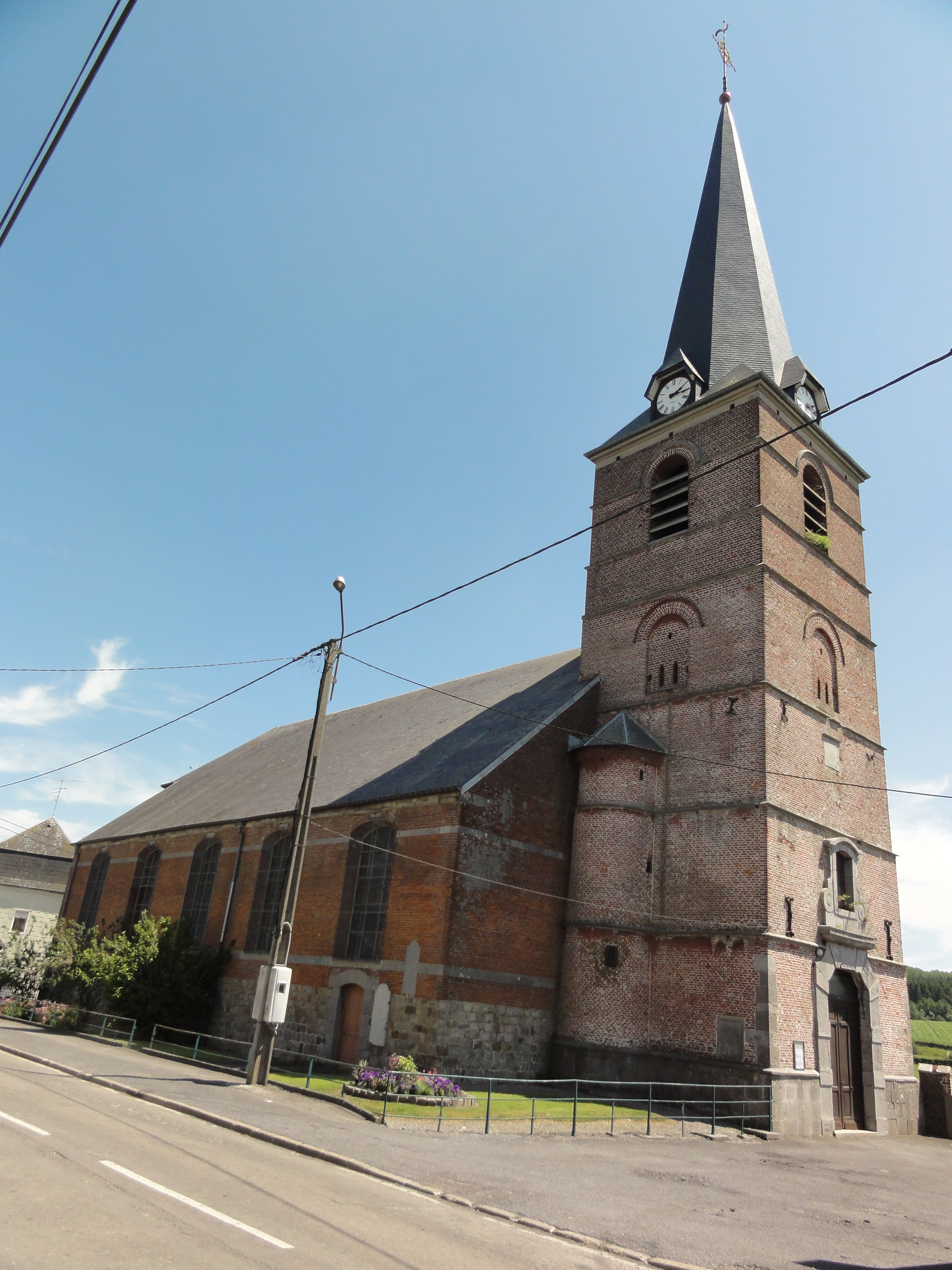
Kirche Saint-Lambert
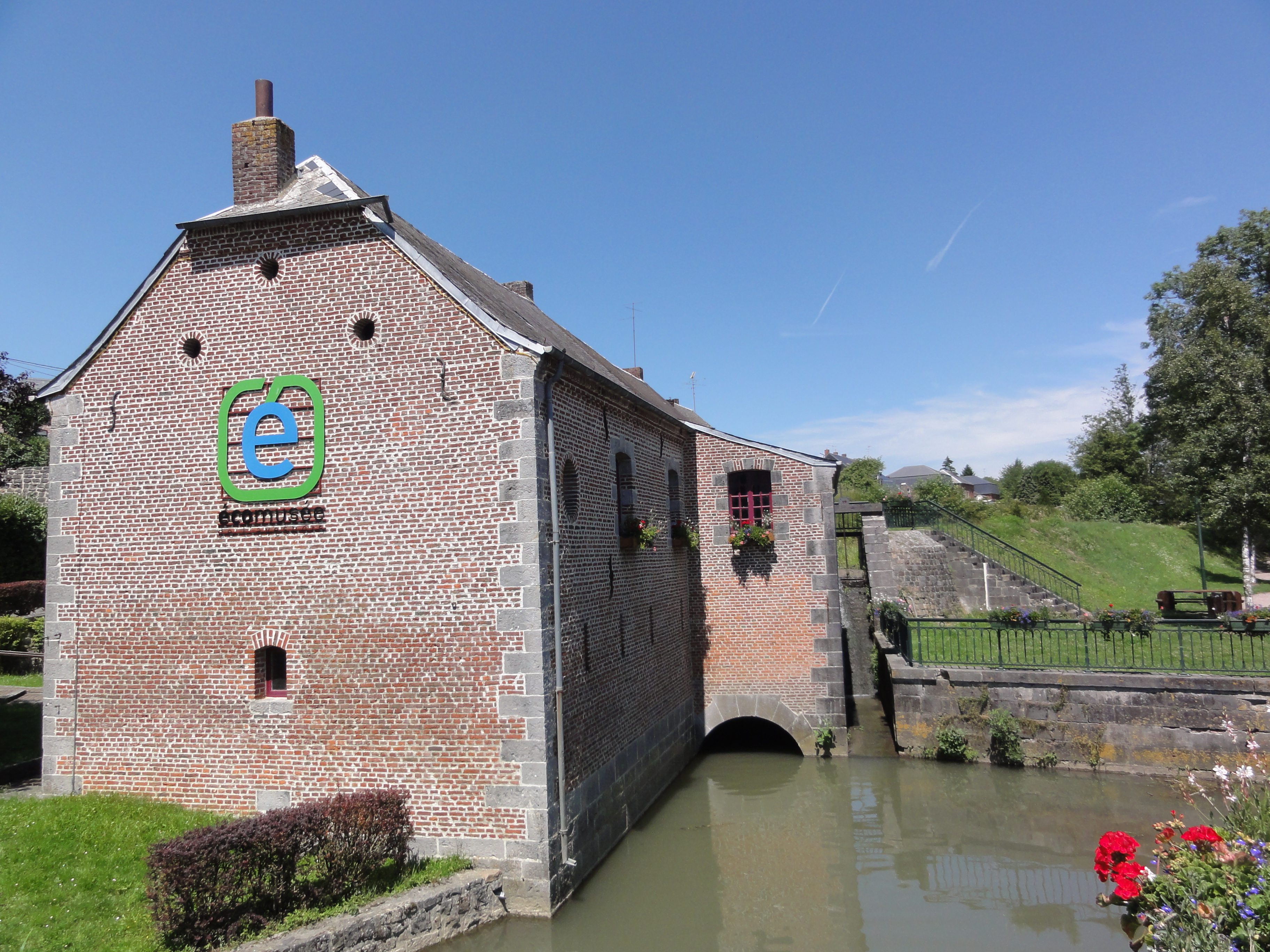
Wassermühle mit Museum
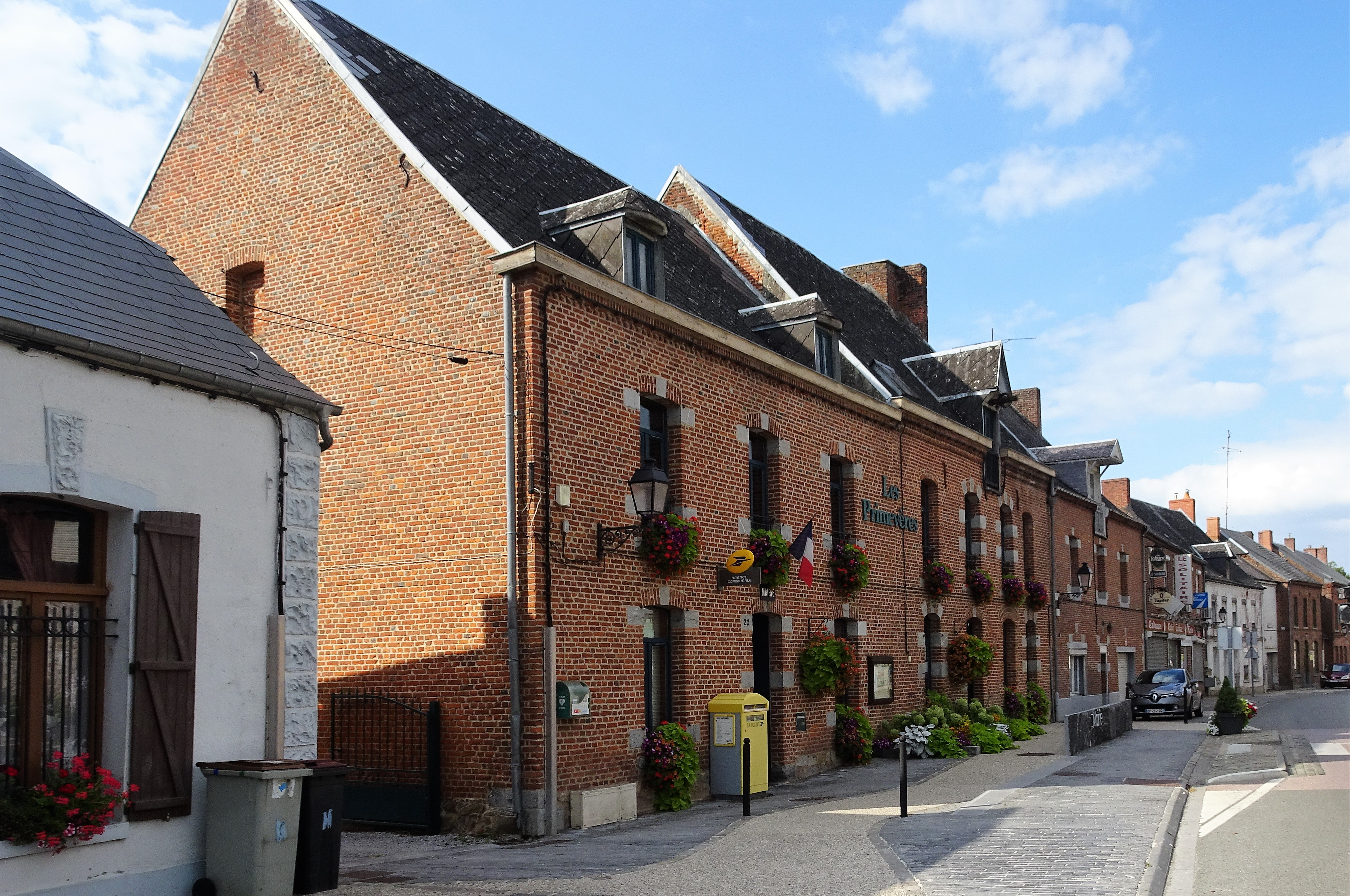
Rathaus (mairie)
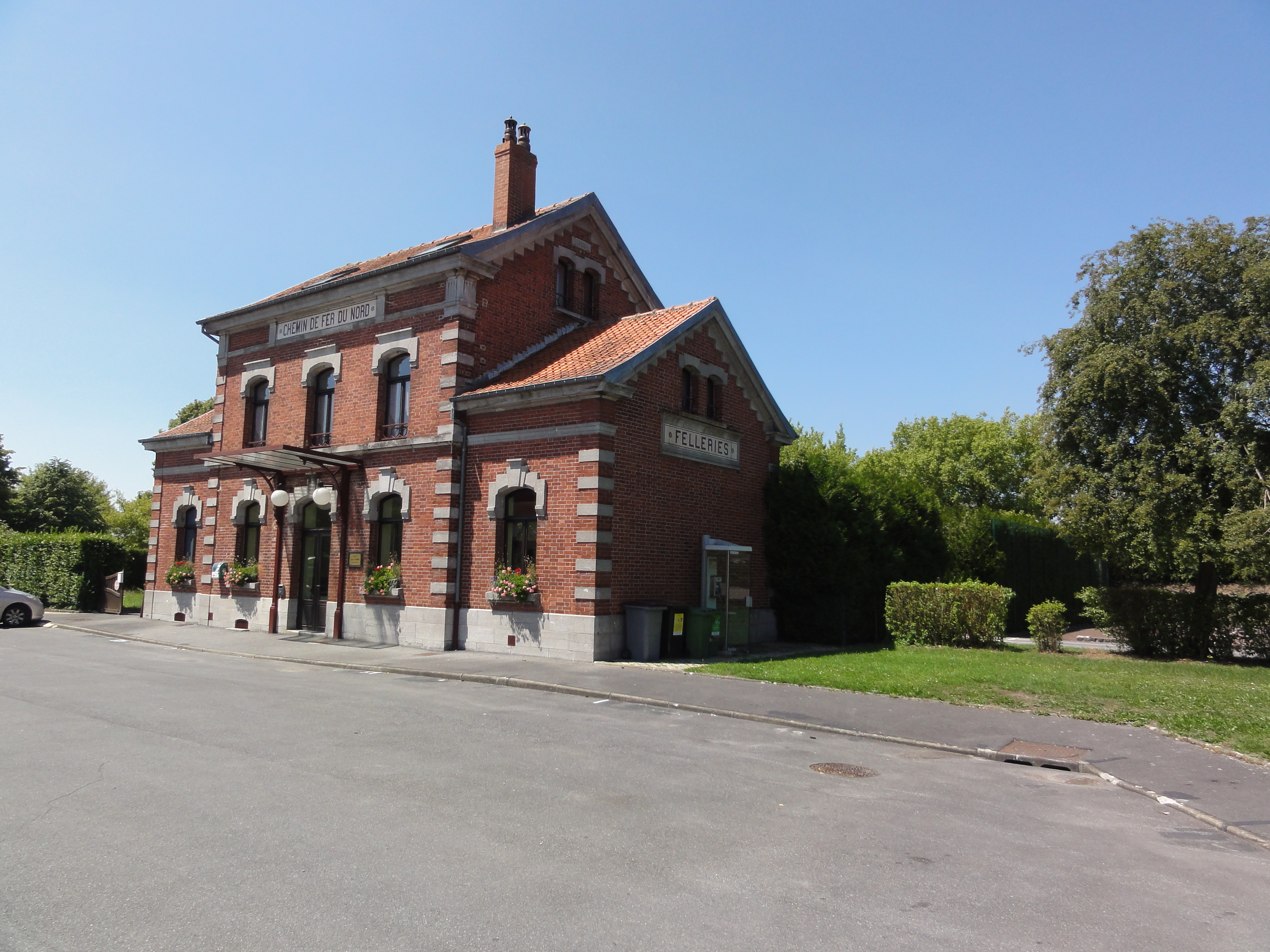
Ehemaliger Bahnhof